# بری بولتون
بری بولتون یک مورشناس انگلیسی، متخصص در آرایه‌بندی، سامانه‌شناسی و طبقه‌بندی مورچه‌ها است که مدت‌ها در موزه تاریخ طبیعی لندن کار می‌کرد. حداقل ۲۱ گونه مورچه به افتخار بولتون نامگذاری شده‌است.

## آثار
- Bolton, B. (1994) Identification Guide to the Ant Genera of the World, Harvard University Press.
- Bolton, B. , Gary Alpert, Philip S. Ward and Piotr Naskrecki (2007). Bolton's Catalogue of Ants of the World 1758-2005, Harvard University Press.
- Bolton, B. (2003). Synopsis and Classification of Formicidae. Memoirs of the American Entomological Institute, vol 71. , pp. 1–370. Bolton's Synopsis and Classification of Ants of the World[پیوند مرده]
- Bolton's publications. List of publications and pdfs at antbase.org.